# Dolomedes intermedius
Espèce
Dolomedes intermedius est une espèce d'araignées aranéomorphes de la famille des Dolomedidae.

## Distribution
Cette espèce est endémique de Colombie.

## Systématique et taxinomie
Cette espèce a été décrite par Giebel en 1863.

## Publication originale
- Giebel, 1863 : « Drei und zwanzig neue und einige bekannte Spinnen der Hallischen Sammlung. » Zeitschrift für die Gesammten Naturwissenschaften, vol. 21, p. 1306-328 (texte intégral).